# نیروی دریایی ایتالیا
نیروی دریایی ایتالیا (به ایتالیایی: Marina Militare) نیروی دریایی کشور جمهوری ایتالیا می‌باشد، این نیرو یکی از چهار شاخه نیروی‌های مسلح ایتالیا است و در سال ۱۹۴۶ از جامانده‌های رجیا مارینا (نیروی دریایی سلطنتی) (به ایتالیایی: Regia Marina) پس از جنگ جهانی دوم شکل گرفته‌است.

## تاریخچه
پیش و در درازای جنگ جهانی دوم
نیروی دریایی سلطنتی ایتالیا در سال ۱۸۶۱ پس از اعلام پادشاهی ایتالیا پایه‌گذاری شد، نیروی دریایی ایتالیا نام کنونی خود را پس از سلطنت ایتالیایی که در پی یک همه پرسی در تاریخ ۲ جون ۱۹۴۶ برچیده شد، بدست آورد.
پس از جنگ جهانی دوم
در پایان درگیری پنج ساله ایتالیا در جنگ جهانی دوم، ایتالیا یک کشور ویران شده بود، پس از پایان درگیری‌ها، نیروی دریایی سلطنتی که هنگام آغاز جنگ جهانی با ترکیبی از نبرد مدرن و کشتی‌های جنگی جدید چهارمین نیروی دریایی بزرگ در جهان بود، روند بازسازی جامع و بلندمدتی را آغاز نمود. این مهم‌ترین همکاری‌های جنگی پس از امضای پیمان ترک جنگ (صلح موقت) با نیروهای متفقین در ۸ سپتامبر ۱۹۴۳ و و پیمان همکاری پس از آن در تاریخ ۲۳ سپتامبر ۱۹۴۳، نیروی دریایی سلطنتی را در شرایط ضعیفی با زیرساخت‌ها و پایگاه‌های بی‌استفاده و بنادر مین‌گذاری شده یا مسدود شده به وسیله کشتی‌های غرق شده قرار داده بود، هرچند تعداد بزرگی از واحدهای نیروی دریایی هرچند با بازدهی کم از جنگ به جا مانده بودند که این ناشی از نبرد و عمر بالای شناورها بود. شناورهای به‌جا مانده عبارت بودند از:
- ۸ کشتی جنگی
- ۱۰ رزمناور
- ۱۰ ناوشکن
- ۲۰ ناوچه
- ۲۰ رزمناو (رزمناوی که یک ردیف توپ دارد)
- ۵۰ واحد گشت ساحلی سریع
- ۵۰ کشتی مین روب
- ۱۹ شناور عملیاتی آبی خاکی
- ۵ کشتی آموزشی
- ۱ کشتی پشتیبانی و هواپیمابر
- واحدهای زیردریایی گوناگون

پیمان سازش
پیمان سازش با ایتالیا که در ۱۰ اکتبر ۱۹۴۷ بین قدرت‌های پیروز جنگ جهانی دوم و ایتالیا در پاریس به امضا رسید برای نیروی دریایی سلطنتی سنگین بود، جدای از تباهی‌های مادی و ارضی چارچوب‌های زیر نیز بر ایتالیا تحمیل شد:
- ممنوعیت داشتن، ساختن و آزمایش سلاح‌های اتمی، موشک‌های خود رانشی یا پرتاب‌کننده‌های آن‌ها و …
- ممنوعیت داشتن کشتی‌های جنگی، ناوهای هواپیمابر، زیردریایی‌ها و شناورهای آبی خاکی جنگی
- ممنوعیت وجود تأسیسات نظامی عملیاتی در جزیره‌های پانتلریا، پیانوسا و در مجمع الجزایر پلاجیه آیلندز.

پیمان سازش همچنین به ایتالیا دستور داد تا شناورهای زیر را به نام غرامت جنگی در دسترس کشورهای پیروز جنگ، ایالات متحده، اتحاد جماهیر شوروی، بریتانیای بزرگ، فرانسه، یونان، یوگسلاوی و آلبانی قرار دهد:
- ۳ کشتی: جولیو سزار، ایتالیا، ویتوریو ونتو
- ۵ رزمناو: Emanuele Filiberto Duca d'Aosta, Attilio Regolo, Scipione Africano, Eugenio di Savoia, Eritrea
- ۷ ناوشکن: ۵ ناوشکن از گونه سولداتی (Soladti)، آگوستو ریبوتی و آلفردو اوریانی
- ۶ کشتی مین روب: مانند فورچیوناله و آلیسئو
- ۸ زیردریایی: ۳ تا از گونه "Acciaio"
- ۱ کشتی آموزشی: کریستوفو کلمبو

در نتیجه این جابه جایی، کشتی‌های جنگی آینده نباید وزنی بیش از ۶۷٬۵۰۰ تن می‌داشتند در حالی که کارکنان می‌بایست ۲۵٬۰۰۰ نفر باشند.
پیوستن به ناتو
دگرگونی‌های بزرگ در وضعیت سیاسی بین‌المللی که به توسعه جنگ سرد منجر شد، پادشاهی متحد بریتانیا و ایالات متحده را متقاعد ساخت تا روند جابه جایی و دریافت کشتی‌های جنگی ایتالیا به نام غرامت جنگی را ادامه ندهند، برخی از آن‌ها پیش از این بین سال‌های ۱۹۴۸ و ۱۹۵۱ در شهر لا اسپتزیا بی‌مصرف شده بودند مانند کشتی بادبانی جابه جاکننده هواپیما به نام آکویلا. با این حال اتحاد جماهیر شوروی خواستار واگذاری کشتی جنگی جولیو سزار و دیگر واحدهای معین شده نیروی دریایی برای جابه جایی بود. رزمناوهای "آتیلیو رگولو" و "اسکیپیونه آفریکانه" رزمناوهای فرانسوی "Chateaurenault" و "Guichen" شدند در حالی که رزمناو "Eugenio di Savoia" رزمناو یونانی "Helli" شد. پس از پایان این جابه جایی‌ها تنها بخش کوچکی از کشتی‌ها برای بکارگیری در نیروی دریایی به جا ماندند.

همزمان با توجه غرب به اتحاد جماهیر شوروی و دریای مدیترانه آب‌های ایتالیا به مرکز رویارویی دو قدرت بزرگ تبدیل شد و به لطف موقعیت استراتژیک ایتالیا به اهمیت روند ظهور دوباره نیروی دریایی ایتالیا کمک کرد.

با برگزاری انتخابات تازه پادشاهی ایتالیا به جمهوری دگرگون شد و نیروی دریایی سلطنتی نام Marina Militare (نیروی دریایی) را به خود گرفت. همزمان با طرح مارشال بازسازی ایتالیا نیز آغاز شد، اروپا به سرعت در حال وارد شدن به دو جناح جغرافیایی هم ستیزانه بود. ایتالیا گفتگوهایی را برای در نظرداشتن تضمین آرامش بسنده خود با ایالات متحده آغاز نمود. حکومت در واشینگتن خواست تا تأسیساتش در شبه جزیره ایتالیا را نگه دارد و با شامل کردن ایتالیا در برنامه کمک به دفاع دوسویه (MDAP) ممنوعیت‌های پس از پیمان سازش را کم کند.

در ۴ آوریل ۱۹۴۹، ایتالیا به سازمان پیمان آتلانتیک شمالی (ناتو) پیوست و در راستای کمک فعالانه نیروی دریایی در سازمان با خواست همه کشورهای غربی ممنوعیت‌های پیمان آشتی در پایان سال ۱۹۵۱ به‌طور قطع برچیده شد. با این حال این کشور همچنان از حق داشتن ناو هواپیمابر تا سال ۱۹۸۹ بی بهره بود. در ناتو، نیروی دریایی ایتالیا کنترل دریای آدریاتیک و تنگه اوترانتو و به همچنین دفاع از مسیرهای نیروی دریایی در دریای تیرنی را به دست گرفت. برای اطمینان از این وظایف یک"Studio sul potenziamento della Marina italiana in relazione al Patto Atlantico" (مطالعه در مورد توسعه نیروی دریایی ایتالیا با ارجاع به پیمان آتلانتیک) برگزار شد گه دربارهٔ ساختارها و روش‌های توسعه نیروی دریایی ایتالیا پژوهش نمود.

این وضعیت نیازمند یک تلاش بزرگ اقتصادی برای بازسازی و دگرگونی ناوگان بود. به همچنین نیازمند کمک‌های ایالات متحده برای رسیدن به استاندارهای مورد نیاز بود. با توجه به فشارهای اقتصادی در ایتالیا به دلیل بازسازی پس از جنگ و تحمیل موانع سیاسی برای جلوگیری از توسعه نیروی دریایی ایتالیا به دست برخی فرمانروایان اروپایی که از دیدن اینکه توانایی نیروی دریایی ایتالیا مانند نیروهای دریایی غرب شود نگران بودند، روند بازسازی و دگرگونی ناوگان را کند نمود.

## نشان
نشان نیروی دریایی ایتالیا، از پرچم ملی سه رنگ به همراه نشان ملی نیروی دریایی ترکیب شده‌است. نشان ملی نیروی دریایی به نوبه خود به چهار بخش تقسیم شده که به پرچم چهار قدرت دریایی یا جمهوری‌های دریایی سده‌های میانه منطقه اشاره دارد:
- یک چهارم نخست: پس زمینه قرمز، یک شیر بالدار طلایی (شیر سین مارک) که شمشیری را دردست دارد (جمهوری ونیز)
- یک چهارم دوم: پس زمینه سفید، صلیب قرمز (جمهوری جنوا)
- یک چهارم سوم: پس زمینه آبی، صلیب سفید (جمهوری آمالفی)
- یک چهارم چهارم: پس زمینه قرمز، صلیب سفید (جمهوری پیزا)

سپر نشان یک تاج طلایی دارد، که شناورهای نظامی را از شناورهای بازرگانی تمایز می‌دهد. این تاج (به ایتالیایی: corona rostrata) در سال ۱۹۳۹ به دست دریاسالار دومنیکو کاوانیاری (Domenico Cavagnari) برای این که نشان دهد سرآغاز نیروی دریایی به ایتالیای در زمان رومیان بازمی‌گردد به فرمانروایی پیشنهاد شد. دریاسالار کاوانیاری در پیشنهاد خود نوشت: "به منظور یادآوری منشا مشترک [نیروی دریایی] با دریانوردی رومی، نشان تاج و تخت در بالای نشان نیروی دریایی قرار می‌گیرد، نشان افتخار و شجاعت مجلس سنای روم به رهبران پیروز نیروی دریایی تعلق می‌گیرد، فاتحان سرزمین‌ها و شهرها در سراسر دریاها".

تفاوت بیشتر شیر سینت مارک بود، نماد جمهوری ونیز، که انجیل را در پنجه خود نگه نداشته بود، (در نشان غیرنظامی شیر سینت مارک کتاب با عبارت "Pax tibi Marce, evangelista meus" به معنی "صلح با شما مارک، کشیش من" باز است) و به جای آن شمشیری در درست دارد: یک چنین تصویری با تصویرگری سنتی در تاریخ ونیزی مطابقت دارد، که در آن کتاب در زمان آشتی باز نشان داده شده و در زمان جنگ بسته است.

## نیروی دریایی ایتالیای امروزی

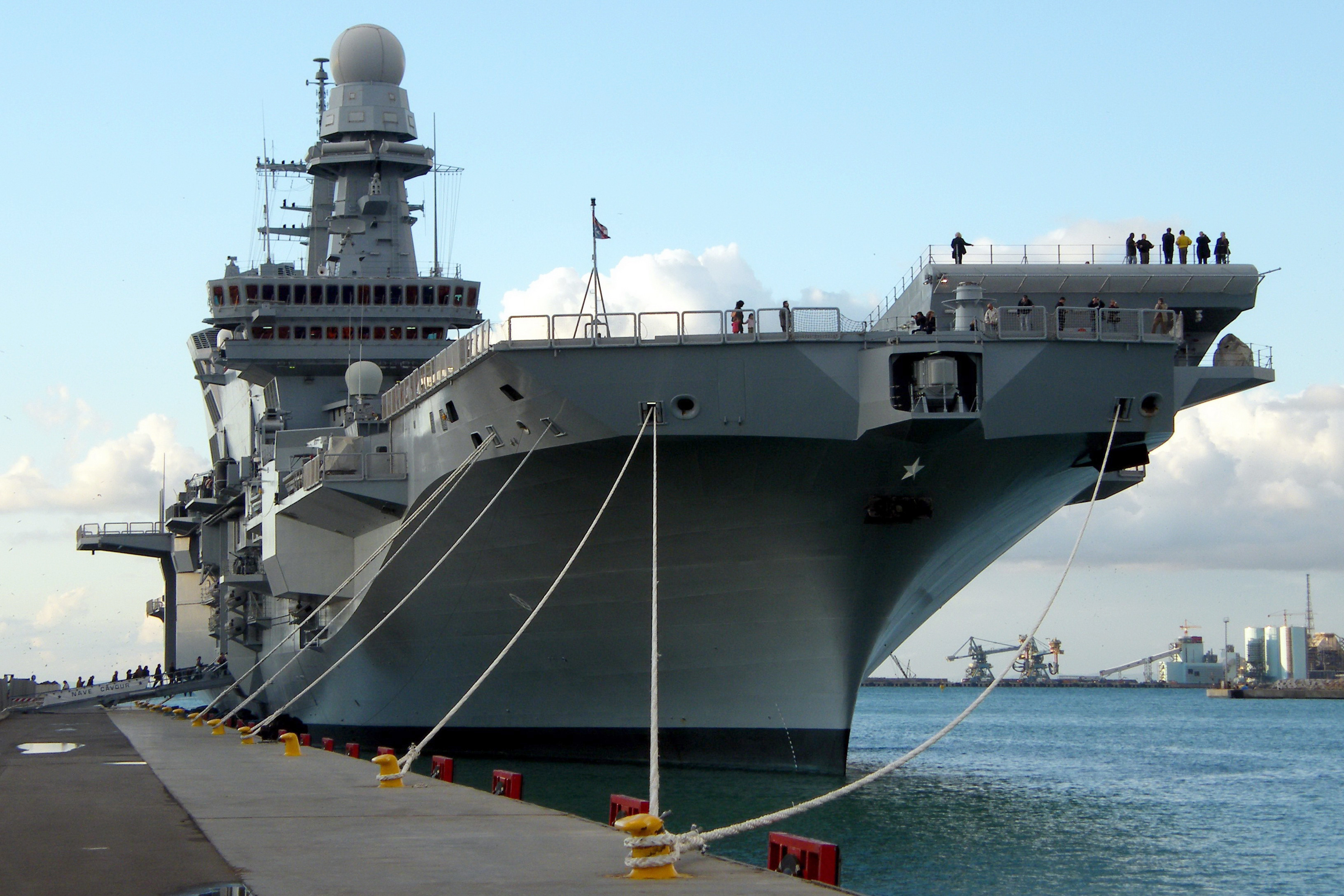
ناوهواپیمابر جدید کاوور

همزمان با سال ۲۰۰۸، نیروی دریایی ایتالیا قدرتی برابر با ۳۵٬۲۰۰ کارمند فعال، ۷۲ کشتی (بدون کشتی‌های کمکی) و نزدیک به ۸۰ هواپیما داشت. مجموع قدرت جابه جای نیروی دریایی نزدیک به ۲۹۵٬۰۰۰ تن می‌شد.

کشتی‌ها

نیروی دریایی امروز ایتالیا یک نیروی به روز و مدرن با کشتی‌های در هر گونه‌ای می‌باشد، ناوگان در روند تکاملی پیوسته است، نیروی دریایی ایتالیا اکنون خود را با یک ناو هواپیمابر بزرگ‌تر (ناوهواپیمابر کاوور)، ناوشکن‌های تازه، زیردریایی‌ها و ناوچه‌های همه‌کاره تجهیز کرده‌است، امروزه نیروی دریایی ایتالیا که یکی از اعضای پیمان آتلانتیک شمالی (ناتو) است، بسیاری از عملیات‌های ائتلاف حافظ صلح را در دست گرفته‌است. نیروی دریایی ایتالیا از رژیم سن مارکو پشتیبانی می‌کند که به عنوان تفنگداران دریایی در نیروی دریایی ایتالیا خدمت می‌کنند.

هواپیماها

اطلاعات جدول زیر از نهاد فرامرزی مطالعات راهبردی برگرفته شده‌است. کامل و درست در سال ۲۰۱۰ میلادی۰
| هواپیما                                 | سازنده                         | نقش                               | گونه               | تعداد (هواپیماهای در حال کار) | بیشتر                                 |                    |                    |                    |
| هواپیمای بال-ایستا                      | هواپیمای بال-ایستا             | هواپیمای بال-ایستا                | هواپیمای بال-ایستا | هواپیمای بال-ایستا            | هواپیمای بال-ایستا                    | هواپیمای بال-ایستا | هواپیمای بال-ایستا | هواپیمای بال-ایستا |
| --------------------------------------- | ------------------------------ | --------------------------------- | ------------------ | ----------------------------- | ------------------------------------- | ------------------ | ------------------ | ------------------ |
| بوئینگ اِی وی-۸بی هریر ۲                 | ایالات متحده آمریکا · بریتانیا | جنگنده زمینی                      | AV-8B              | ۱۴                            | از روی یک ناو هواپیمابر پرواز می‌کنند. |                    |                    |                    |
| بوئینگ اِی وی-۸بی هریر ۲                 | ایالات متحده آمریکا · بریتانیا | هواپیمای آموزشی                   | TAV-8B             | ۲                             | از روی یک ناو هواپیمابر پرواز می‌کنند. |                    |                    |                    |
| پیاجیو پی.۱۸۰ اوانتی                    | ایتالیا                        | ترابری بارکش/هواپیمای دیدبانی     | P.180              | ۳                             |                                       |                    |                    |                    |
| بالگردها                                |                                |                                   |                    |                               |                                       |                    |                    |                    |
| آگوستا-بل ۲۱۲                           | ایتالیا                        | بالگرد جنگاور ضدزمینی و زیردریایی | AB-212ASW          | ۴۸                            |                                       |                    |                    |                    |
| آگوستا-بل ۲۱۲                           | ایتالیا                        | بالگرد پشتیبانی آبی خاکی          | AB-212NLA          | ۴۸                            |                                       |                    |                    |                    |
| آگوستا سیکور اسکای اِی اس اچ-۳دی سی کینگ | ایتالیا                        | بالگرد جنگاور ضدزمینی و زیردریایی | ASH-3DASW          | ۸                             |                                       |                    |                    |                    |
| آگوستا سیکور اسکای اِی اس اچ-۳دی سی کینگ | ایتالیا                        | پشتیبانی آبی خاکی بالگرد          | ASH-3DNLA          | ۸                             |                                       |                    |                    |                    |
| آگوستا وستلند ای اچ۱۰۱                  | ایتالیا                        | بالگرد جنگاور ضدزمینی و زیردریایی | 110-ASW            | ۸                             |                                       |                    |                    |                    |
| آگوستا وستلند ای اچ۱۰۱                  | ایتالیا                        | بالگرد پشتیبانی آبی خاکی          | 410-ASH            | ۴                             |                                       |                    |                    |                    |
| آگوستا وستلند ای اچ۱۰۱                  | ایتالیا                        | بالگرد ترابری تاکتیکی             | 413-TTH            | ۴                             |                                       |                    |                    |                    |
| آگوستا وستلند ای اچ۱۰۱                  | ایتالیا                        | هشدار زودهنگام هوابرد             | 112-AEW            | ۴                             |                                       |                    |                    |                    |
| ان اچ اینداستریز ان اچ۹۰                | ایتالیا                        | بالگرد جنگاور ضدزمینی و زیردریایی | ان‌اچ-۹۰            | ۱ (۴۵)                        |                                       |                    |                    |                    |
| ان اچ اینداستریز ان اچ۹۰                | ایتالیا                        | بالگرد ترابری تاکتیکی             | NH90 TTH           | ۰ (۱۰)                        |                                       |                    |                    |                    |